# Konståret 1971

## Händelser
- Glaskonstskolan Pilchuck Glass School grundas utanför Stanwood i USA.[1]

## Priser och utmärkelser
- Prins Eugen-medaljen tilldelas Erik Olson, konstnär,[2] Edna Martin, konsthantverkare,[3] Torsten Billman, grafiker, och Henry Heerup, dansk konstnär.

## Verk
- David Hockney – Herr och fru Clark och Percy

## Födda
- 4 januari - Junichi Kakizaki, japansk skulptör, konstnär och botaniker.
- 22 januari - Marit Victoria Wulff Andreassen, norsk konstnär.
- 11 februari - Maria Kariis, svensk formgivare.
- 18 februari - Emma Hamberg, svensk författare, illustratör, programledare och fd chefredaktör.
- 1 maj - Catti Brandelius, svensk artist och konstnär,
- 23 juli - Liselotte Watkins, svensk illustratör.
- okänt datum - Lennart Alves, svensk konstnär.
- okänt datum - Cecilia Lundqvist, svensk konstnär.
- okänt datum - Johan Malmström, svensk konstnär och illustratör.
- okänt datum - Saskia Holmkvist, svensk konstnär.
- okänt datum - Ellen Cronholm, svensk bildkonstnär.
- okänt datum - J Tobias Anderson, svensk filmkonstnär.
- okänt datum - Adam Valkare, svensk konstnär.
- okänt datum - Johan Carpner, svensk formgivare.
- okänt datum - Yto Barrada, fransk-marockansk konstnär
- okänt datum - Gabríela Friðriksdóttir, isländsk konstnär och skulptör.
- okänt datum - Martha Colburn, amerikansk filmskapare och konstnär.
- okänt datum - Katarina Strömgård, svensk illustratör.

## Avlidna
- 10 januari - Coco Chanel (född 1883), fransk designer
- 7 juli - Ub Iwerks (född 1901), Amerikansk animatör och serietecknare.
- 15 augusti - Hugo Runewall (född 1894), svensk konstnär.
- 27 augusti - Margaret Bourke-White (född 1904), amerikansk fotograf